# Igreja Matriz de Sant'Ana (Lavras)
A Igreja Matriz de Sant'Ana é o principal templo católico da cidade de Lavras, Minas Gerais.

## História
A atual Igreja de Nossa Senhora do Rosário de Lavras, construída entre 1751 e 1754, era originalmente a igreja matriz de Sant'Ana, até a construção da nova matriz, em 1917.
Os planos para dotar a cidade com uma nova igreja que refletisse o espírito progressista da Belle Époque datam pelo menos de 1893, quando a paróquia é assumida pelo padre Francisco Severo Malaquias. Contudo, a construção do novo templo só começaria em 29 de junho de 1904, em terreno comprado do capitão Evaristo Alves de Azevedo por três contos de réis. Não foi uma obra simples; o custo total da construção foi de quase 120 contos de réis, recursos estes arrecadados graças ao intenso trabalho do pároco Malaquias, de seu sucessor, o padre Castorino de Brito, e de decisivo apoio da população. Um aspecto curioso daquela época é que, entre 1910 e 1911, operou na nave da Matriz ainda em construção o Cinema Sul-Mineiro, um dos primeiros de Lavras. Finalmente, em 9 de setembro de 1917, a nova matriz foi sagrada pelo bispo de Campanha, Dom João de Almeida Ferrão.

## Características arquitetônicas
Uma das características mais marcantes da matriz é sua enorme torre, concluída em 1923. A altura do piso até o topo de cerca de 50 metros. Segundo narrou o historiador Bi Moreira, Egídio, Joaquim da Laurinda e Joaquim Cacheado, alguns dos mestres daquela obra, foram os que incrustaram no alto da torre, a cruz, sendo o acontecimento festejado com muitos fogos de artifícios. A torre da matriz possui três sinos: um deles foi importado dos Estados Unidos em 1912 e os outros dois foram fundidos na oficina da Estrada de Ferro Oeste de Minas em 1922. A torre guarda ainda um relógio, de marca alemã, comprado em 1958 e instalado em 1961. 
A fachada do templo mostra-nos: no primeiro plano, o corpo da igreja e, acima deste, uma enorme torre, que tem como fundo, o céu, e a cor amarela-clara, daquela, contrastando com a cor daquele, a faz sobressair e ser admirada nos quatro cantos da cidade. Na torre existem, além do relógio central, dois outros que marcam as horas, através da luz solar. Há também os sinos, alto-falantes e uma sacada ou balcão externo, cercado por balaústres que permite, às pessoas, deslumbrar-se com a paisagem, até aonde a vista alcança. O estilo da obra é europeu.
O interior da igreja é composto por um enorme salão. No teto da igreja, sustentados por correntes, peculiares lustres, com muitas luzes. Nas alas laterais estão os confessionários e, fixados na parede, os quadros retratando a paixão e morte de Cristo. Há um hall de entrada logo depois da porta principal. Após o pára-vento, na parte superior, estão as dependências do finado Coro Sagrado Coração de Jesus, fundado pelo casal alemão Afonso e Adélia, que veio em companhia do Pe. Fernando Baumhoff, em 1928. Por sessenta anos, entre 1931 e 1991, este coral foi responsável pela música litúrgica, que contava também com um harmônio. 
Acoplados à Matriz tem-se ainda o salão paroquial, e inúmeras salas destinadas à assistência social, cursos bíblicos, de noivos, de evangelização, grupos de bases e catequese.

## Patrimônio artístico
A principal obra artística da matriz de Sant'Ana é seu imponente retábulo-mor, com seis imagens e um crucifixo, adquirido em 1928. Este retábulo foi feito por Johann Stuflesser (1883-1958), escultor da companhia Ferdinand Stuflesser de Ortisei, Itália, e declarado patrimônio cultural municipal em 2020.
Outras imagens sacras existentes no interior da nave são as de Santa Inês, São Judas Tadeu, São Luís Gonzaga, São José, Santa Isabel, Santa Teresinha, São Sebastião, São Geraldo Majella, Nossa Senhora de Lourdes e do Sagrado Coração de Jesus. Ainda no interior do templo, do lado direito do altar-mor está a sacristia e, do lado esquerdo, a Pia Batismal, trabalhada em pedras onde corre uma linda cascata, com iluminação indireta e as imagens se São João Batista batizando Jesus.